# Montiglio Monferrato
Montiglio Monferrato är en ort och kommun i provinsen Asti i regionen Piemonte i Italien. Kommunen hade 1 604 invånare (2018).